# Liga Nacional de Guatemala 1996-97
La Liga Nacional de Guatemala 1996/97 es el cuadragésimo quinto torneo de Liga de fútbol de Guatemala. El campeón del torneo fue el Comunicaciones, consiguiendo su décimo quinto título de liga.

## Equipos participantes
| Club                                   | Ciudad                    | Departamento   | Estadio                        | Capacidad |
| -------------------------------------- | ------------------------- | -------------- | ------------------------------ | --------- |
| Aurora Fútbol Club                     | Ciudad de Guatemala       | Guatemala      | Estadio del Ejército           | 13.300    |
| Azucareros Cotzumalguapa               | Santa Lucía Cotzumalguapa | Escuintla      | Estadio Ricardo Muñoz Gálvez   | 10.000    |
| Club Social y Deportivo Comunicaciones | Ciudad de Guatemala       | Guatemala      | Estadio Cementos Progreso      | 17.000    |
| Club Social y Deportivo Municipal      | Ciudad de Guatemala       | Guatemala      | Estadio Mateo Flores           | 25.000    |
| Club Social y Deportivo Suchitepéquez  | Mazatenango               | Suchitepéquez  | Estadio Carlos Salazar Hijo    | 10.000    |
| Deportivo Amatitlán                    | Amatitlán                 | Guatemala      | Estadio Guillermo Slowing      | 12.000    |
| Deportivo Escuintla                    | Escuintla                 | Escuintla      | Estadio Armando Barillas       | 10.000    |
| Deportivo Izabal J.C.                  | Puerto Barrios            | Izabal         | Estadio Roy Fearon             | 10.000    |
| Deportivo Sacachispas                  | Chiquimula                | Chiquimula     | Estadio Las Victorias          | 9.000     |
| Deportivo Zacapa                       | Zacapa                    | Zacapa         | Estadio David Ordóñez Bardales | 10.000    |
| Tally Juca                             | Puerto Barrios            | Izabal         | Estadio Roy Fearon             | 10.000    |
| Xelajú Mario Camposeco                 | Quetzaltenango            | Quetzaltenango | Estadio Mario Camposeco        | 11.000    |

### Equipos por Departamento
| Departamento   | N.º | Equipos                                      |
| -------------- | --- | -------------------------------------------- |
| Guatemala      | 4   | Amatitlán, Aurora, Comunicaciones, Municipal |
| Escuintla      | 2   | Azucareros, Escuintla                        |
| Izabal         | 2   | Izabal, Tally Juca                           |
| Chiquimula     | 1   | Sacachispas                                  |
| Quetzaltenango | 1   | Xelajú                                       |
| Suchitepéquez  | 1   | Suchitepéquez                                |
| Zacapa         | 1   | Zacapa                                       |

## Fase de clasificación
|  | Pos. | Equipos        | PJ | PG | PE | PP | GF | GC | Dif. | PTS | Clasificación                          |
|  | ---- | -------------- | -- | -- | -- | -- | -- | -- | ---- | --- | -------------------------------------- |
|  | 1º   | Aurora         | 22 | 10 | 9  | 3  | 33 | 18 | +15  | 39  | Hexagonal final y final del campeonato |
|  | 2º   | Comunicaciones | 22 | 11 | 4  | 7  | 40 | 25 | +15  | 37  | Hexagonal final                        |
|  | 3º   | Municipal      | 22 | 10 | 7  | 5  | 22 | 15 | +7   | 37  | Hexagonal final                        |
|  | 4º   | Tally Juca     | 22 | 9  | 5  | 8  | 30 | 30 | 0    | 32  | Hexagonal final                        |
|  | 5º   | Suchitepéquez  | 22 | 8  | 8  | 6  | 27 | 31 | -4   | 32  | Hexagonal final                        |
|  | 6º   | Azucareros     | 22 | 7  | 9  | 6  | 25 | 19 | +6   | 30  | Hexagonal final                        |
|  | 7º   | Zacapa         | 22 | 7  | 9  | 6  | 35 | 30 | +5   | 30  |                                        |
|  | 8º   | Escuintla      | 22 | 7  | 9  | 6  | 22 | 22 | 0    | 30  |                                        |
|  | 9°   | Xelajú MC      | 22 | 8  | 5  | 9  | 28 | 28 | 0    | 29  |                                        |
|  | 10º  | Amatitlán      | 22 | 8  | 5  | 9  | 31 | 34 | -3   | 29  |                                        |
|  | 11°  | Sacachispas    | 22 | 4  | 7  | 11 | 13 | 30 | -17  | 19  |                                        |
|  | 12°  | Izabal JC      | 22 | 2  | 5  | 15 | 14 | 38 | -24  | 11  | Playoffs de descenso                   |
|  |      |                |    |    |    |    |    |    |      |     |                                        |

## Fase final

### Hexagonal por el campeonato
|  | Pos. | Equipos        | PJ | PG | PE | PP | GF | GC | Dif. | PTS | Clasificación        |
|  | ---- | -------------- | -- | -- | -- | -- | -- | -- | ---- | --- | -------------------- |
|  | 1º   | Comunicaciones | 14 | 6  | 5  | 3  | 16 | 16 | 0    | 23  | Final del campeonato |
|  | 2º   | Municipal      | 14 | 6  | 4  | 4  | 17 | 19 | -2   | 22  |                      |
|  | 3º   | Tally Juca     | 14 | 5  | 6  | 3  | 24 | 13 | +11  | 21  |                      |
|  | 4º   | Azucareros     | 14 | 4  | 7  | 3  | 12 | 9  | +3   | 19  |                      |
|  | 5º   | Aurora         | 14 | 4  | 6  | 4  | 18 | 14 | +4   | 18  |                      |
|  | 6º   | Suchitepéquez  | 14 | 4  | 6  | 4  | 11 | 1  | 0    | 18  |                      |
|  |      |                |    |    |    |    |    |    |      |     |                      |

## Final

### Ida
| 8 de junio de 1997 | Aurora | 0:2 (0:1) | Comunicaciones                       | Estadio del Ejército, Ciudad de Guatemala |  |
|                    |        |           | Milton Núñez 28' · Floyd Guthrie 68' |                                           |  |

### Vuelta
| 15 de junio de 1997 | Comunicaciones                           | 3:1 (2:0) (Global 5:1) | Aurora               | Estadio Mateo Flores, Ciudad de Guatemala |                                 |
|                     | Milton Núñez 32' · Nicolás Suazo 44' 53' |                        | Moisés Canalonga 55' | Asistencia: 20,000 espectadores           | Asistencia: 20,000 espectadores |

## Campeón
| Campeón Temporada 1996-97 |
| Comunicaciones 15º Título |
| ------------------------- |

## Hexagonal por la permanencia
|  | Pos. | Equipos     | PJ | PG | PE | PP | GF | GC | Dif. | PTS | Clasificación        |
|  | ---- | ----------- | -- | -- | -- | -- | -- | -- | ---- | --- | -------------------- |
|  | 1º   | Zacapa      | 10 | 6  | 4  | 0  | 19 | 9  | +10  | 22  |                      |
|  | 2º   | Xelajú MC   | 10 | 5  | 4  | 1  | 17 | 8  | +9   | 19  |                      |
|  | 3º   | Amatitlán   | 10 | 4  | 2  | 4  | 12 | 14 | -2   | 14  |                      |
|  | 4º   | Sacachispas | 10 | 2  | 4  | 4  | 12 | 14 | -2   | 10  |                      |
|  | 5º   | Escuintla   | 10 | 2  | 3  | 5  | 13 | 16 | -9   | 9   |                      |
|  | 6º   | Izabal JC   | 10 | 2  | 1  | 7  | 11 | 23 | -12  | 7   | Playoffs de descenso |
|  |      |             |    |    |    |    |    |    |      |     |                      |

| Descenso - 1996-97         |
| -------------------------- |
| Izabal JC                  |
| Primera División B 1995-96 |

## Torneos internacionales
|  | Pos. | Equipos        | PJ | PG | PE | PP | GF | GC | Dif. | PTS | Clasificación                                                                                      |
|  | ---- | -------------- | -- | -- | -- | -- | -- | -- | ---- | --- | -------------------------------------------------------------------------------------------------- |
|  | 1º   | Comunicaciones | 14 | 6  | 5  | 3  | 16 | 16 | 0    | 23  | Copa de Campeones de la Concacaf 1998 - 1ª fase Torneo Grandes de Centroamérica 1998 - Preliminar  |
|  | 2º   | Municipal      | 14 | 6  | 4  | 4  | 17 | 19 | -2   | 22  | Recopa de la Concacaf 1997 - Ronda preliminar Torneo Grandes de Centroamérica 1998 - Grupos        |
|  | 3º   | Tally Juca     | 14 | 5  | 6  | 3  | 24 | 13 | +11  | 21  | |
|  | 4º   | Azucareros     | 14 | 4  | 7  | 3  | 12 | 9  | +3   | 19  | |
|  | 5º   | Aurora         | 14 | 4  | 6  | 4  | 18 | 14 | +4   | 18  | Copa de Campeones de la Concacaf 1998 - Primera fase Torneo Grandes de Centroamérica 1998 - Grupos |
|  | 6º   | Suchitepéquez  | 14 | 4  | 6  | 4  | 11 | 1  | 0    | 18  | |
|  |      |                |    |    |    |    |    |    |      |     | |